# Roch Cholette
 (décembre 2021).
Si vous disposez d'ouvrages ou d'articles de référence ou si vous connaissez des sites web de qualité traitant du thème abordé ici, merci de compléter l'article en donnant les références utiles à sa vérifiabilité et en les liant à la section « Notes et références ».
Roch Cholette, né le 16 mai 1963 à Lachine, est un animateur radiophonique et homme politique québécois. Il est député de la circonscription de Hull à l'Assemblée nationale du Québec entre 1998 et 2008, sous la bannière du Parti libéral du Québec.

## Biographie

### Jeunesse et formation
Roch Cholette détient un baccalauréat en administration des affaires de l'Université du Québec à Hull en 1987. Il est membre de la Corporation professionnelle des comptables généraux licenciés du Québec à compter de 1988.
De 1988 à 1998, il est vérificateur principal au bureau du Vérificateur général du Canada à Ottawa.

### Carrière politique
Entre 1992 et 1998, il est conseiller municipal de la ville de Hull, sous la gouverne du maire Yves Ducharme. Il quitte ensuite ce poste pour briguer l'investiture libérale de la circonscription de Hull.
Il est élu député du Parti libéral dans Hull en 1998, en 2003 et en 2007. Il est alors adjoint parlementaire à la présidente du Conseil du trésor et ministre responsable de l'Administration gouvernementale du 21 mai 2003 au 28 février 2005, adjoint parlementaire au premier ministre du 28 février 2005 au 21 février 2007 et à la ministre des Finances et présidente du Conseil du trésor du 25 avril 2007 au 9 avril 2008.
Le 3 avril 2008, il annonce sa démission comme député de Hull, pour des raisons familiales. Il est remplacé par Maryse Gaudreault à la suite de l'élection partielle du 12 mai 2008. 

### Vie après la politique
De 2011 à 2020, il occupe un poste d'animateur de tendance populiste à l'antenne du 104,7 FM, en Outaouais (une station COGECO), à la barre de l'émission du midi Solide comme le Roch.